# 우성
유전학에서 우성(優性, 영어: dominance)은 염색체에 있는 유전자의 한 변이체(대립 유전자)가 다른 염색체에 있는 같은 유전자의 다른 변이체의 영향을 가리거나 무시하는 현상을 말한다. 첫 번째 변이체를 우성(優性, dominant)이라고 하고 두 번째 변이체를 열성(劣性, recessive))이라고 부른다. 각 염색체에 동일한 유전자의 서로 다른 두 가지 변이가 있는 이 상태는 원래 유전자 중 하나의 돌연변이(신규 또는 유전)로 인해 발생한다. 상염색체 우성(autosomal dominant) 또는 상염색체 열성(autosomal recessive)이라는 용어는 상염색체의 유전자 변이 및 관련 형질을 설명하는 데 사용되며, 성염색체의 변이는 X-연관 우성, X-연관 열성 또는 Y-연관이라고 하며 부모와 자녀의 성별에 따라 상속 및 표현형이 달라진다. Y 염색체는 한 개의 사본만 존재하기 때문에 Y-연관 형질은 우성이나 열성일 수 없다. 또한 두 염색체에 존재하는 모든 유전자 변이가 부분적으로 영향을 미치는 불완전 우성(不完全優性), 각 염색체의 다른 변이가 모두 관련 형질을 나타내는 공동 우성(共同優性, co-dominance)과 같은 다른 형태도 있다.
우성은 멘델의 유전법칙과 고전유전학의 핵심 개념이다. 우성의 예로 자주 인용되는 것은 완두콩의 콩 모양 유전이다. 완두콩은 둥근 모양과 관련된 유전자 R과 주름진 모양과 관려된 유전자 r이 있다. 이 경우 RR, Rr, rr의 세 가지 대립 유전자 조합(유전자형이 가능하다. 동형접합형인 RR 개체는 둥근 완두콩을 가지고, rr 개체는 주름진 완두콩을 가진다. 이형접합형인 Rr 개체에서는 R 대립 유전자가 r 대립 유전자의 존재를 감추기 때문에 이 개체도 둥근 완두콩을 가진다. 이때 대립 유전자 R은 대립 유전자 r보다 우성이고, 대립 유전자 r은 대립 유전자 R에 열성이라고 한다.

## 종류

### 완전 우성
완전 우성에서는 이형접합자 유전자형에서 한 대립 유전자의 영향이 다른 대립 유전자의 영향을 완전히 가린다. 가려진 대립 유전자는 다른 대립 유전자에 우성으로 간주되며, 가려진 대립 유전자는 열성으로 간주된다.
한 쌍의 유전자에 의해 결정되는 하나의 형질만 볼 때, 우리는 이를 단일형질 유전이라고 부른다. 동형접합형 우성과 동형접합형 열성을 가진 부모(P세대, F0세대) 사이에서 교배가 이루어지면 자손(F1세대)은 항상 이형접합자 유전자형을 가지며 우성 유전자와 관련된 표현형을 항상 나타냅니다.
그러나 F1 세대를 F1 세대와 추가로 교배하면, 자손(F2 세대)은 우성 유전자와 관련된 표현형은 3/4만 나타난다.

### 불완전 우성
불완전 우성은 이형접합자 유전자형의 표현형이 동형접합자 유전자형의 표현형과 다르며, 종종 중간일 때 발생한다. 표현형 결과는 종종 이형접합자 상태에서 혼합된 형태의 특성으로 나타난다. 예를 들어 금어초 꽃 색깔은 빨간색 또는 흰색이 동형접합자이다. 빨간색 동형접합자 꽃과 흰색 동형접합자 꽃이 짝을 이루면 분홍색 금어초 꽃이 된다. 분홍색 금어초는 불완전 우성의 결과이다.
F1 세대의 식물이 자가수분을 할 경우, F2 세대의 표현형과 유전형 비율은 1:2:1(빨강:분홍:흰색)이 된다.

## 공동 우성

ABO식 혈액형에서 A형과 B형은 공동 우성이고, O형은 열성이다.

공동 우성 표현형에서 두 대립 유전자의 기여도가 모두 나타나고 어느 대립 유전자도 다른 대립 유전자를 가리지 않을 때 발생한다.
예를 들어, ABO식 혈액형에서 혈액세포 표면의 당단백질(H 항원)에 대한 화학적 변형은 3개의 대립유전자에 의해 제어되며, 이 중 2개는 서로 공동 우성이며(IA, IB), 대립 유전자 i는 열성이다.

## 같이 보기
- 접합성
- 상위성(Epistasis)